# 857 هـ
857 هـ هي سنة في التقويم الهجري امتدت مقابلةً في التقويم الميلادي بين سنتي 1453 و1454.

## أحداث
- السلطان محمد الفاتح يفتح القسطنطينية بعد حصار ما يقرب من شهرين.
- السلطان المملوكي أبو النصر، الأشرف سيف الدين إينال العلائي الظاهري يتولى السلطنة في مصر بعد خلع الملك المنصور عثمان ابن الملك الظاهر جقمق.

## مواليد
- أبو الحسن علي المنوفي

## وفيات
- سيدي بوسحاقي
- سيف الدين جقمق
- جقمق
- أمير شاهي